# Demon Hunter
Demon Hunter je americká christian metalová kapela ze Seattle ve státě Washington. Založena byla v roce 2000 bratry Donem a Ryanem Clarkovými. Přestože vytvořili kapelu společně, zůstal v ní pouze jeden. Don Clark ji z rodinných důvodů opustil. Od roku 2010 kapela prodala přes půl milionu alb. Styl Demon Hunteru se vyznačuje kombinací nu metalu s vlastnostmi metalcoru.

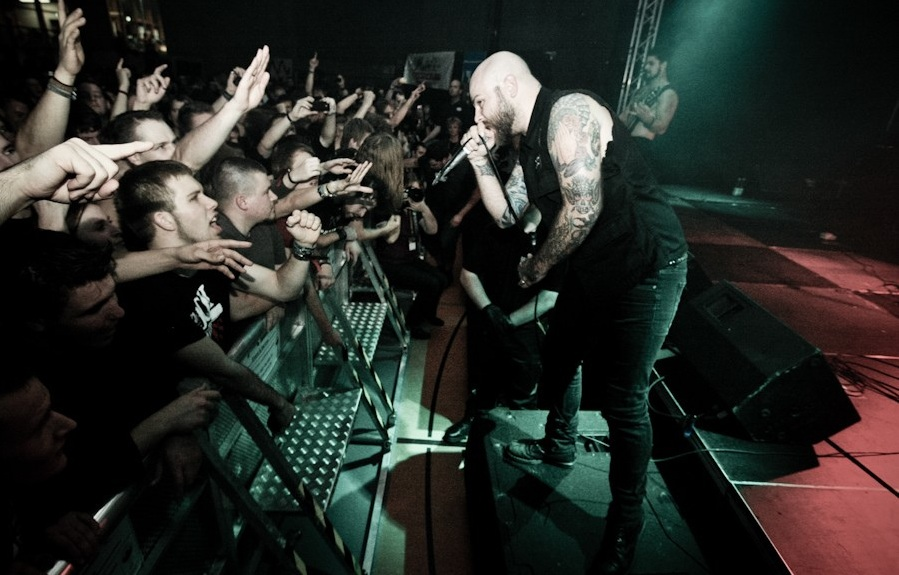
Demon Hunter na festivale v německém Gomaringenu (2010)

## Současní členové
- Ryan Clark
- Jon Dunn
- Patrick Judge
- Timothy "Yogi" Watts
- Jeremiah Scott

## Diskografie
- Demon Hunter (2002)
- Summer of Darkness (2004)
- The Triptych (2005)
- Storm the Gates of Hell (2007)
- The World Is a Thorn (2010)
- True Defiance (2012)
- Extremist (2014)
- Outlive (2017)
- War & Peace (2019)
- Songs of Death and Resurrection (2021)
- Exile (2022)